# آودولوو
آودولوو (به لاتین: Avdulovo) یک منطقهٔ مسکونی در روسیه است که در استان لیپتسک واقع شده‌است.